# Душан Пријовић
Душан Пријовић (Пљевља, 1906—1946) био је парох бучевски и српски је светац.

## Биографија
Душан Пријовић је рођен 1906. године у Пљевљима, од оца Новице, зидара пореклом из Херцеговачких Голеша, и мајке Стаке, родом из Жидовића. Основну школу и четири разреда гимназије завршио је 1923. године у родном месту, а након тога, 1928. године, петогодишњу богословију у Призрену. Са супругом Даницом, рођеном Мићовић, имао је седморо деце: Зорку, Јелену, Спасоја, Новицу, Ковиљку, Милену и Стаку.
За ђакона је рукоположен 16. марта, а за свештеника 18. маја 1929. године од епископа Рашко-призренског Серафима. За пароха бучевског постављен је 22. јуна исте године, где је службовао до краја живота. Године 1940. одликован је црвеним појасом од митрополита Светог Петра Зимоњића.

### Страдање
Током јануара 1943. године, Душан Пријовић је на конак примио четири краљева официра,који су се затекли у селу. Неки мештани су дојавили партизанима да у поповој кући ноће краљеви официри, на шта су они одмах опколили кућу и позвали их на борбу или предају. С обзиром да је у кући било деце, официри нису желели да се боре ,па су се предали. Иако су партизани обећали да им ништа неће учинити, одвели су их у свој штаб у Адровиће и тамо их стрељали. Сутрадан су се вратили по Душана Пријовића, али је он, видевши их, побегао у шуму, где се дуго скривао. Партизани су у међувремену запалили његову кућу, а породица је успела да побегне код родбине у Херцеговачка Голеша. Након што је ухваћен, Душан Пријовић је одведен у Саставке и мучен, да би 27. јануара 1946. године био стрељан.
Сахрањен је на гробљу у Херцеговачким Голешима, а на око два километра од гроба, на месту где је причешћивао ђаке, изграђена је црква Светих цара Констрантина и царице Јелене.
Дана 15. маја 2005. године, у манастиру Житомислићу одржана је канонизација Свештеномученика дабробосанских и милешевских, међу којима и Душана Пријовића, пароха бучевског. Урађена је и икона свих 29 Свештеномученика.